# Plaza de Cánovas del Castillo
La plaza de Cánovas del Castillo, conocida comúnmente como plaza de Neptuno a pesar de que no existe ese nombre de forma oficial en el callejero de la ciudad de Madrid , es una gran glorieta casi circular situada en el límite del Madrid de los Austrias (entre el barrio de Cortes y el distrito de Retiro), ocupando el corazón del antiguo Salón del Prado y centrada por la Fuente de Neptuno desde 1898. Rematada en su centro por la Fuente de Neptuno, en su perímetro se encuentran muy próximos los museos del Prado y el Thyssen-Bornemisza, la sede de las Cortes y los también edificios monumentales del Hotel Palace y el Hotel Ritz. Desde 1895, un acuerdo municipal la bautizó con el nombre del político decimonónico Antonio Cánovas del Castillo.

## Trazado
La plaza queda enmarcada al norte por el Paseo del Prado, con el Palacio de Villahermosa al oeste y el espacio ajardinado de la plaza de la Lealtad y el hotel Ritz al este, que enfrentado en diagonal tiene al hotel Palace ocupando la plaza a Poniente en la confluencia de la Carrera de San Jerónimo con la plazuela de las Cortes. Ya al sur, y de este a oeste, se encuentran la calle de Felipe IV, con la entrada de Murillo a la pinacoteca nacional del Prado, la continuación del paseo hasta la vecina Glorieta de Atocha, la desembocadura de la calle de Cervantes y el chaflán de otro establecimiento hotelero.

## Historia

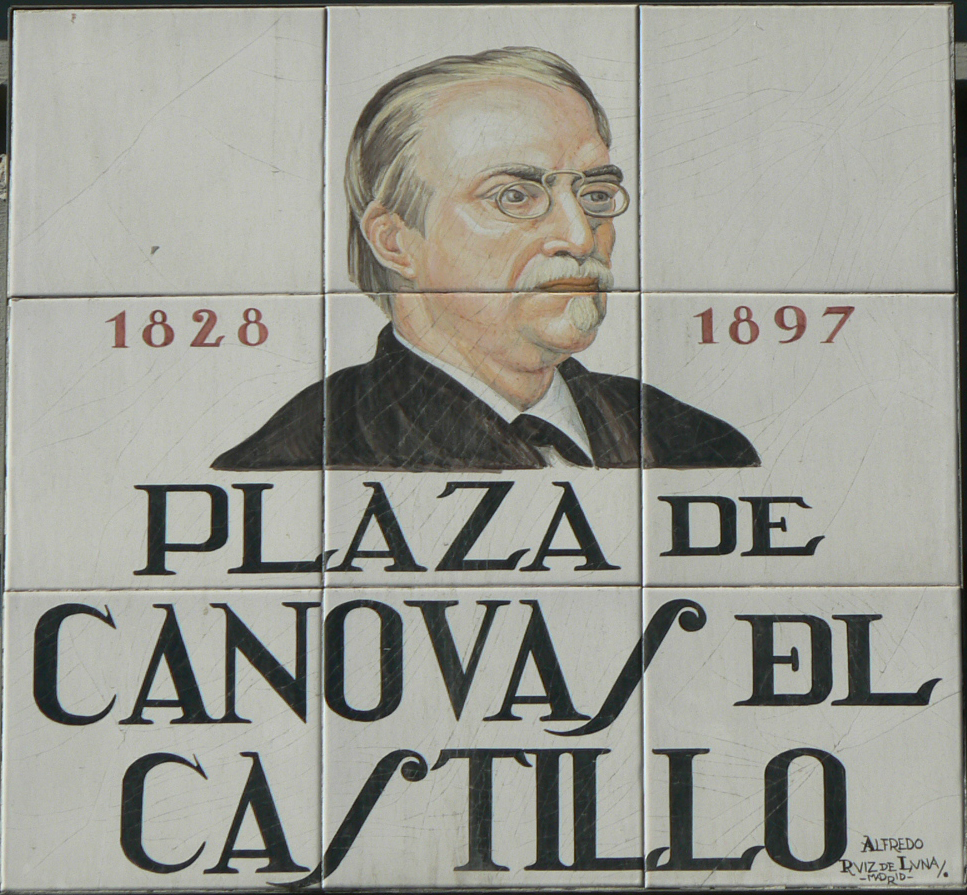
Placa de azulejos con la imagen de Cánovas del Castillo.

El conjunto de la plaza, en el primitivo espacio del prado de los Jerónimos y las huertas del noviciado de las Hijas de la Caridad, conserva una variedad interesante de edificios y otros elementos arquitectónicos y urbanísticos construidos durante los siglos XVIII y XIX y reformados o rehabilitados y modificados en el siglo XX.

### De palacio a hotel

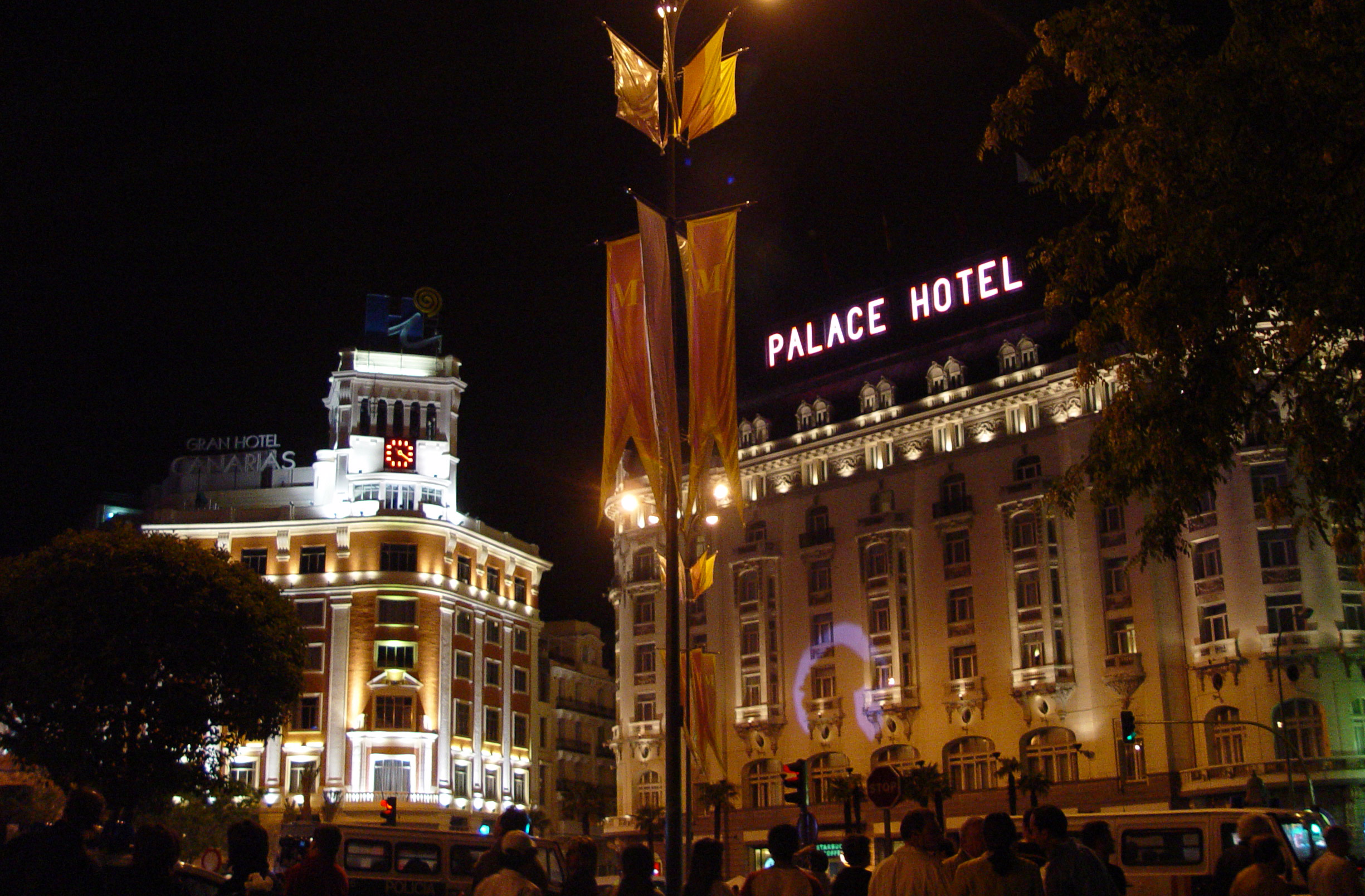
Dos de los hoteles de la plaza de Neptuno en una noche primaveral de 2006.

En torno a las mencionadas huertas, del lado del antiguo Madrid, y en los terrenos que luego ocuparían el Hotel Palace y el edificio de la Casa de Sindicatos –antigua sede central del sindicato vertical franquista–, estuvo desde el inicio del siglo XVII el primitivo palacio del Duque de Medinaceli, ocupando el edificio palaciego propiedad del duque de Lerma. Mesonero Romanos lo describe así en El Antiguo Madrid (1861): 

"El Palacio de los duques de Medinaceli, inmenso edificio, que, con sus jardines y dependencias, ocupa una superficie de 244.782 pies. Creemos que fue mandado construir por el opulento duque de Lerma D. Francisco Gómez de Sandoval, siendo marqués de Denia y favorito ya de Felipe III; era además suya, según ya queda expresado, toda la manzana que desde el paseo del Prado llegaba a la calle de San Agustín, y desde la Carrera de San Jerónimo a la calle de las Huertas, en una extensión prodigiosa, que bastó, no solo a dotar a su palacio de amplias huertas y jardines, picadero y otras oficinas, sino a las dos fundaciones religiosas que ya dijimos hizo antes y después de ser electo cardenal de la S. I. R.; una de la casa profesa de Jesuitas (después convento de San Antonio), donde colocó el cuerpo de su glorioso antecesor San Francisco de Borja, duque de Gandía, y la otra, la de Trinitarios de Jesús; y no satisfecha aún su piedad opulenta con estas fundaciones, de que rodeó su palacio ducal, adquirió el edificio que ocupaba el Hospital General para colocar en él a las monjas de Santa Catalina, estableciendo por medio de un arco sobre la calle del Prado la comunicación de su palacio con la tribuna de esta iglesia. A este palacio, en fin, se retiró Felipe V, a la muerte de su primera esposa D.ª María Gabriela de Saboya, en Febrero de 1714, por consejo y disposición de la intrigante y poderosa Princesa de los Ursinos".

El conjunto del Palacio y sus servicios fueron incautados, saqueados y maltratados por el ejército de ocupación francés en el trascurso de la Guerra de la Independencia Española. Medio siglo después, en 1857 parte del terreno se urbanizó para prolongar la calle Lope de Vega hasta el paseo del Prado; un proceso similar se llevó a cabo al inicio del siglo XX para que la calle de Cervantes llegara hasta el Prado y la calle de Jesús hasta las Cortes. Tras la muerte del quincuagésimo duque de Medinaceli en 1873, su viuda se trasladó al nuevo palacio ducal en el Paseo de Recoletos esquina a la Plaza de Colón. El viejo palacio fue demolido en 1910 para construir en parte de la finca el Hotel Palace.

### Neptuno

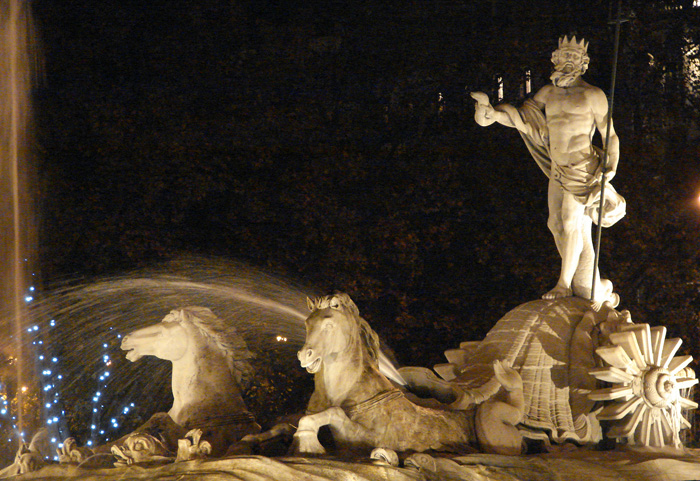
Fuente de Neptuno en la plaza de Cánovas del Castillo.

Regresando al XVIII, y a partir del proyecto inicial del Salón del Prado por José de Hermosilla y Ventura Rodríguez, la fuente, diseñada en 1777 y construida entre 1782 y 1786, ha tenido una generosa nómina de autores y restauradores, encomendada a Juan Pascual de Mena, al fallecer este en 1784 habiendo esculpido tan solo la estatua del dios del mar, continuaron las obras sus discípulos José Arias, José Rodríguez, Pablo de la Cerda y José Guerra, que completaron el conjunto monumental en 1786. Aunque en su origen se emplazó en la bajada de la Carrera de San Jerónimo, más tarde, en 1898 se trasladó al lugar que ocupa en el siglo XXI.

### 20 de noviembre y otras paradojas

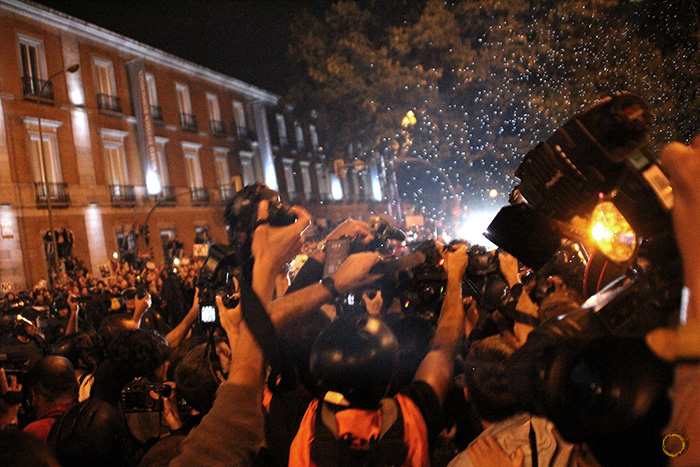
Protestas antiausteridad, 2012.

De los innumerables y muy diversos hechos históricos que han conformado la historia de la plaza de Neptuno, pueden recordase acontecimientos, más o menos caprichosos, como por ejemplo la muerte el 20 de noviembre de 1936 del comandante y líder anarquista Buenaventura Durruti en el Hotel Ritz, habilitado como hospital de sangre durante la guerra civil española.
Otro monumental edificio de la plaza de Neptuno, el citado Hotel Palace fue escenario de una nueva paradójica coincidencia, pues habiendo servido de centro de operaciones –para los medios de comunicación, los subsecretarios del Gobierno y la cúpula militar- por estar próximo al Congreso de los Diputados, durante el intento de golpe de Estado del 23 de febrero de 1981; un año después también sirvió de centro de operaciones para el PSOE durante las elecciones generales de 1982 que le dieron al partido socialista el acceso al poder, y su celebración pública la noche del 28 de octubre.
La plaza es, desde comienzos de la década de 1990, lugar tradicional de celebración de los títulos del equipo de fútbol local Atlético de Madrid, aunque anteriormente también lo habría hecho el Real Madrid. Ya en el siglo XXI, fue epicentro, en 2012, de diversas manifestaciones contra la política económica gubernamental, bajo el lema Rodea el Congreso.